# Nonthaburi
Nonthaburi (in thai นนทบุรี; pronuncia IPA nōntʰá(ʔ)būˈrīː) è una città maggiore (thesaban nakhon) della Thailandia.  Il territorio comunale occupa una parte del distretto di Mueang Nonthaburi, che è capoluogo dell'omonima provincia, nel gruppo regionale della Thailandia Centrale.
Fa parte inoltre della regione metropolitana di Bangkok e, con una popolazione di 251 026 abitanti, Nonthaburi era a tutto il 2020 la seconda città più popolosa del paese dopo la vicina Bangkok.

## Geografia

### Territorio
Si trova nella pianura della Thailandia Centrale e si affaccia sulla riva orientale del fiume Chao Phraya. Il confine a ovest e quello a sud-ovest sono rappresentati dal fiume, a sud-est si trova il distretto di Bangkok di Bang Sue e a est quello di Lak Si. Il confine nord è segnato dal canale Bang Talat, oltre il quale si estende Pak Kret, altra popolosa città della provincia. Il centro di Bangkok si trova 19 km a sud di Nonthaburi.

### Clima
Secondo i dati rilevati alla stazione meteoroligica del vicino aeroporto di Don Mueang, la temperatura media mensile massima è di 35,7° ad aprile, durante la stagione secca, con un picco di 40,8° registrato a maggio, mentre la media mensile minima è di 22° a dicembre, nella stagione fresca, con un picco di 11,7° a dicembre. La media massima mensile delle precipitazioni piovose è di 284,9 mm in settembre, nella stagione delle piogge, con un picco giornaliero di 207,7 mm in ottobre. La media minima mensile è di 1 mm in dicembre. La stagione fresca va da novembre a febbraio, quella secca da febbraio ad aprile e quella delle piogge da maggio a ottobre.

## Storia
Il nucleo originale dell'odierna città di Nonthaburi si trovava in una zona chiamata Ban Taalat Khwan nel primo periodo di Ayutthaya, il nome Nonthaburi comparve la prima volta nel 1549. Era in un'area agricola famosa per i suoi alberi da frutta, in particolare per una qualità particolarmente pregiata di durian che viene tuttora coltivata in provincia. Il 15 febbraio 1936 Nonthaburi ottenne lo status di città minore (thesaban mueang), comprendeva il solo sottodistretto (tambon) di Suan Yai con un territorio di 2,5 km². La provincia prese il nome da Nonthaburi – che ne divenne il capoluogo – e fu istituita insieme a quelle di Samut Prakan, Samut Sakhon e Nakhon Nayok con un regio decreto che entrò in vigore il 9 marzo 1946.
Con il fenomeno dell'urbanesimo che a partire dal 1960 rese Bangkok sempre più affollata, la popolazione di Nonthaburi aumentò rapidamente, le sue aree rurali divennero zone residenziali e nel 1988 il territorio comunale fu portato a 38,9 km² con l'incorporazione dei sottodistretti di Talat Khwan, Bang Khen, Bang Kraso e Tha Sai. Nel 1995 Nonthaburi acquisì lo status di città maggiore (thesaban nakhon). Data la vicinanza alla capitale, è stata assorbita nella regione metropolitana di Bangkok (in thailandese กรุงเทพมหานครและปริมณฑล, krung thep maha nakhon lae parimonthon, letteralmente: metropoli di Bangkok e perimetro) insieme alle vicine province di Nakhon Pathom, Samut Prakan, Samut Sakhon e Pathum Thani.

## Infrastrutture e trasporti

### Strade
I trasporti su strada a Nonthaburi beneficiano della vicinanza alla capitale grazie agli autobus della Bangkok Mass Transit Authority, molti dei quali passano per la città. Altri mezzi utilizzati per il trasporto in città sono i songthaew, i tuk-tuk e i mototaxi. Le maggiori strade che attraversano Nonthaburi sono le seguenti:
- Strada statale 301, che collega Bangkok alla zona sud di Nonthaburi e si innesta sulla statale 306;
- Strada statale 302, detta anche strada Rattanathibet, tra il distretto di Chatuchak a Bangkok e il distretto di Bang Yai in provincia di Nonthaburi, attraversa Nonthaburi lungo l'asse est-ovest e il Chao Phraya sul ponte Phra Nang Klao;
- Strada statale 306, attraversa la città lungo l'asse sud-nord e collega Bang Sue e Pathum Thani:
- Autostrada Si Rat, tra Bangkok e Ayutthaya, transita senza ingressi nella parte orientale del comune;

Oltre al già citato ponte Phra Nang Klao, che si trova nella zona centro-nord della città, l'unico altro ponte stradale che attraversa il Chao Phraya è il Rama V, qualche chilometro più a sud.

### Metropolitana
Nel 2016 fu inaugurata la Linea Viola della metropolitana di Bangkok, una ferrovia sopraelevata che collega la capitale con la provincia di Nonthaburi e che ha sei stazioni nel territorio comunale. Attraversa il Chao Phraya su un viadotto accostato al ponte Phra Nang Klao.

### Aeroporto
L'Aeroporto Internazionale di Bangkok-Don Mueang si trova pochi chilometri a nord-est della città, è il secondo scalo della capitale e il più importante per i voli delle compagnie low cost.

### Trasporto fluviale
A Nonthaburi vi sono alcune fermate della Chao Phraya Express Boat, servizio di imbarcazioni adibite al trasporto pubblico locale fluviale di passeggeri sul Chao Phraya tra Pak Kret e Bangkok.